# Jan Beuving (tekstschrijver)
Jan Beuving (Numansdorp, 7 november 1982) is een Nederlands wiskundige, tekstschrijver, sportcolumnist en cabaretier.

## Biografie
Na zijn middelbare school studeerde Beuving wiskunde en wetenschapsgeschiedenis aan de Universiteit Utrecht, waarbij hij over laatstgenoemde studie enkele jaren langer deed dan gebruikelijk. Vervolgens studeerde hij aan de Koningstheateracademie in Den Bosch, waar hij in 2010 afstudeerde als liedtekstschrijver. Dit afstuderen bestond uit een avond waarop onder meer Angela Groothuizen, Louise Korthals en Maarten van Roozendaal liedteksten van zijn hand zongen.
Tussen juni 2011 en augustus 2015 schreef Beuving vrijwel dagelijks een weblog onder de titel kort over sport. Van september 2012 tot december 2013 werkte hij als sportcolumnist bij de Volkskrant. Sinds 13 september 2015 was hij wekelijks vaste columnist voor NOS Studio Voetbal, in de rubriek Korte Corner. Aan het eind van het seizoen 2018-19 stopte Beuving hiermee en werd de rubriek het daaropvolgende seizoen overgenomen door Marcel van Roosmalen. Daarnaast heeft hij vanaf januari 2017 een vaste taalrubriek op NPO Radio 1. 
In het AVRO-radioprogramma Andermans Veren was Beuving in 2012 en 2013 wekelijks te horen met een nieuw geschreven lied. In februari 2013 deed hij samen met pianist Daan van Eijk mee aan het het Leids Cabaret Festival 2013 met het programma Lot, waarmee zij de finale haalden. In april 2013 won Beuving de Annie M.G. Schmidt-prijs 2012 voor het nummer Vinkeveen, dat hij schreef samen met componist Nico Brandsen en Angela Groothuizen. Samen met Daan van Eijk speelde hij in 2014 en 2015 het avondvullende cabaretprogramma Reken maar nergens op. Zij staan niet meer samen op het toneel, maar schreven tot 2019 nog wel iedere twee weken een wetenschapscolumn voor dagblad Trouw. Heden vult Beuving die column alleen. Samen met Akwasi won hij de Willem Wilminkprijs 2016 voor hun lied 'Optellen van breuken'. 
Vanaf september 2016 was hij te zien met zijn nieuwe soloprogramma Raaklijn. Met dit programma, met Tom Dicke aan de piano, won hij in oktober 2017 de cabaretprijs Neerlands Hoop. In 2018 kreeg hij lovende recensies voor zijn tweede solovoorstelling Rotatie. In 2018 en 2019 speelde hij in de belastingmaanden maart en april samen met Patrick Nederkoorn een voorstelling over De Belastingdienst, genaamd Leuker kunnen we het niet maken, naar de bekende slogan. Voor het lied Die Geur uit deze voorstelling kregen zij de Annie M.G. Schmidtprijs.
Eind 2020 speelde hij, opnieuw samen met Patrick Nederkoorn, de voorstelling De andere oudejaars over het coronajaar 2020. Op 15 september 2022 ging zijn programma Restante in première in theater Hoge Woerd in De Meern.